# Säbelzahnschleimfische
Säbelzahnschleimfische (Nemophini) zeichnen sich durch verlängerte bogenförmige Eckzähne im Unterkiefer aus. Zusätzlich haben die Arten der Gattung Meiacanthus Giftdrüsen im Kiefer. Diese dienen der Verteidigung und Meiacanthus, die von Raubfischen verschluckt wurden, beißen den Angreifer in den Gaumen und werden gleich wieder ausgespien. Oft haben die Säbelzahnschleimfische eine auffällige Warnfärbung, um Beutegreifer gleich von einem Angriff abzubringen. Meiacanthus grammistes ist zum Beispiel gelb-schwarz gestreift. Einige ihrer Verwandten aus der Tribus der Kammzahnschleimfische (Salariini) haben ähnliche Farben, um so von der Furcht der Raubfische vor derartig gefärbten Fischen zu profitieren. Der vollkommen harmlose, vielen Meeresaquarianern bekannte Zweifarben-Schleimfisch (Ecsenius bicolor) ahmt Enchelyurus flavipes nach (Mimikry).
Säbelzahnschleimfische ernähren sich meist von Zooplankton. Die Gattung Plagiotremus greift größere Fische an und reißt ihnen Flossen- und Hautstücke ab. Sie ähneln in ihrer Färbung oft Friedfischen, so gibt es eine orange Farbform von Plagiotremus rhinorhynchos, die den Weibchen des Juwelen-Fahnenbarsches (Pseudanthias squamipinnis) ähnelt und sich auch zur Tarnung in dessen Schwärmen aufhält.
Noch ärger treibt es der Falsche Putzerfisch (Aspidontus taeniatus), der in Gestalt, Färbung und Schwimmweise den Gemeinen Putzerlippfisch (Labroides dimidiatus) imitiert und dem eine Parasitenbeseitigung erwartenden Fischkunden Flossen- und Hautstücke herausbeißt.

## Innere Systematik
Es gibt fünf Gattungen:

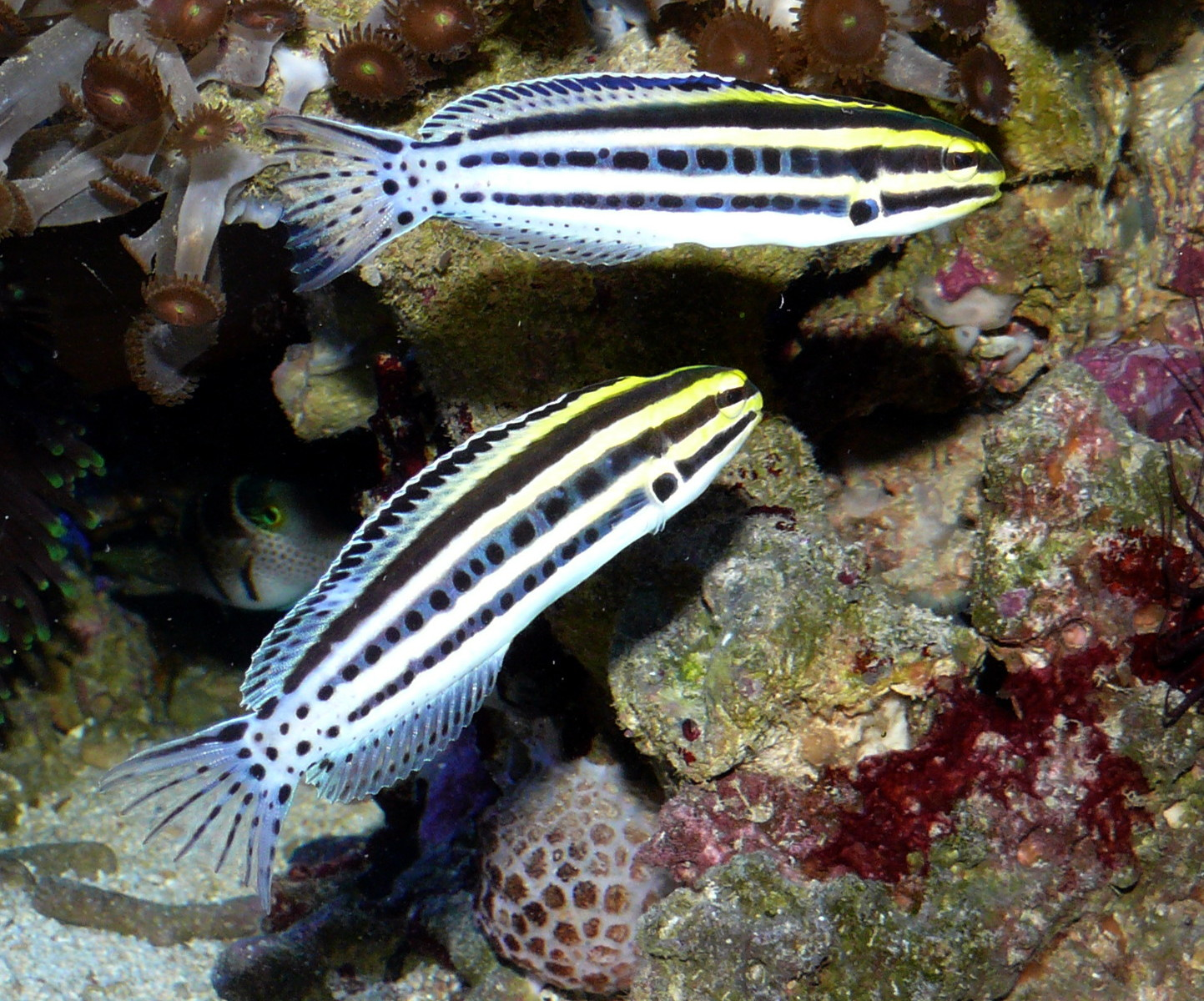
Dreistreifen-Säbelzahnschleimfisch (Meiacanthus grammistes)

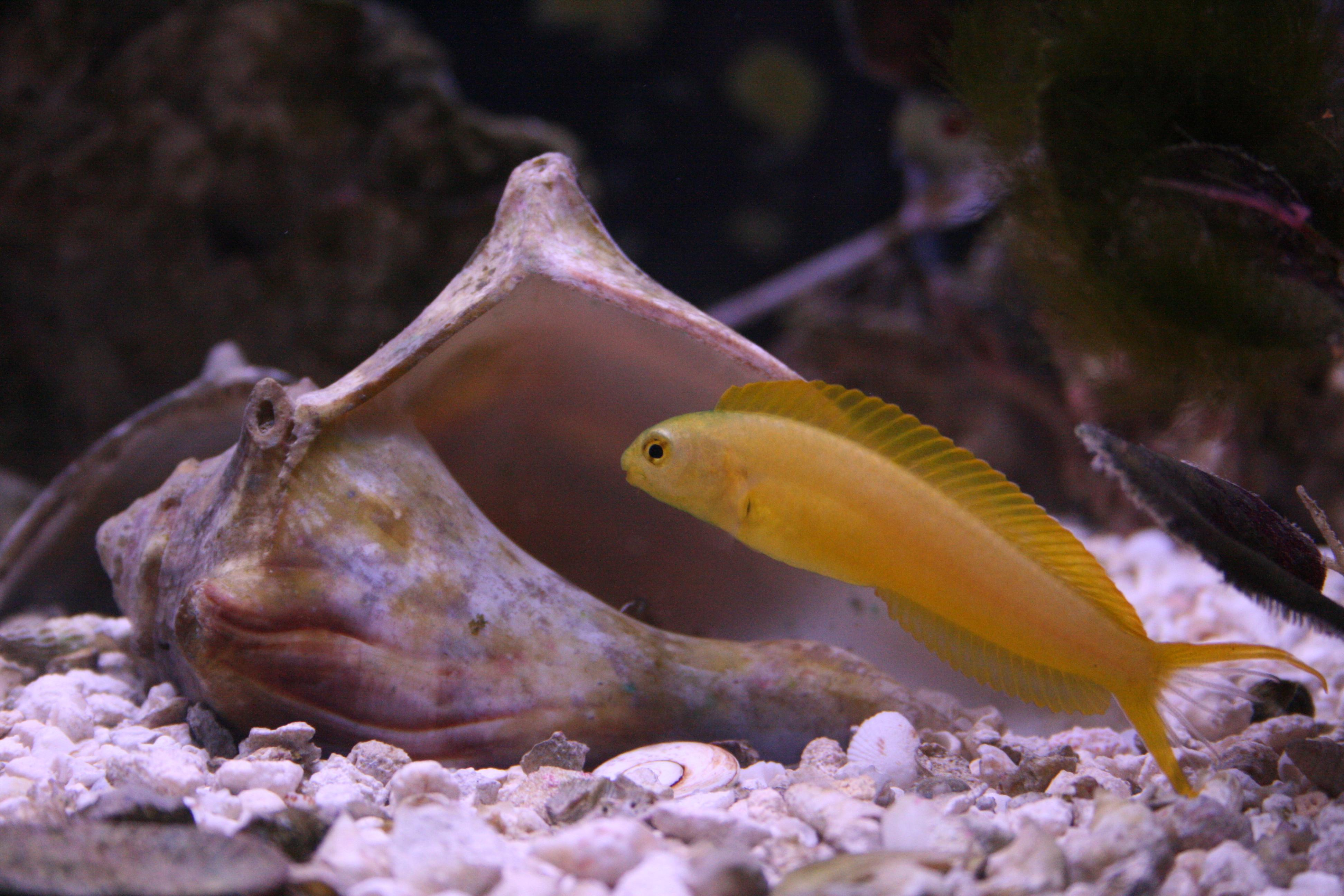
Meiacanthus oualanensis

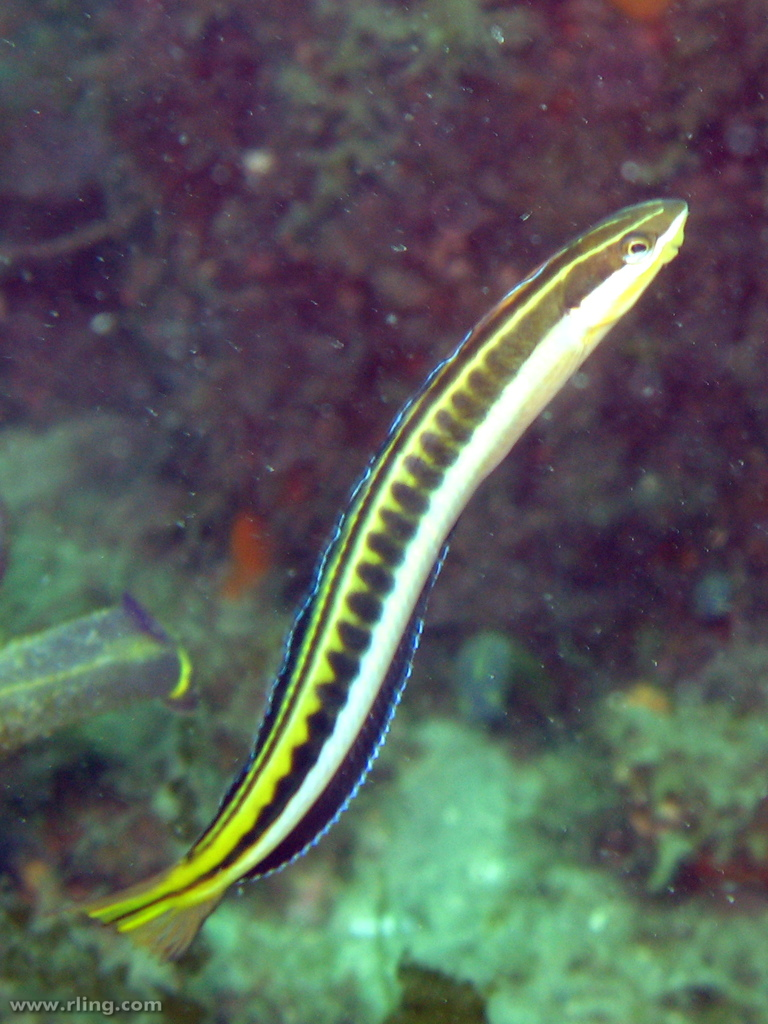
Plagiotremus tapeinosoma

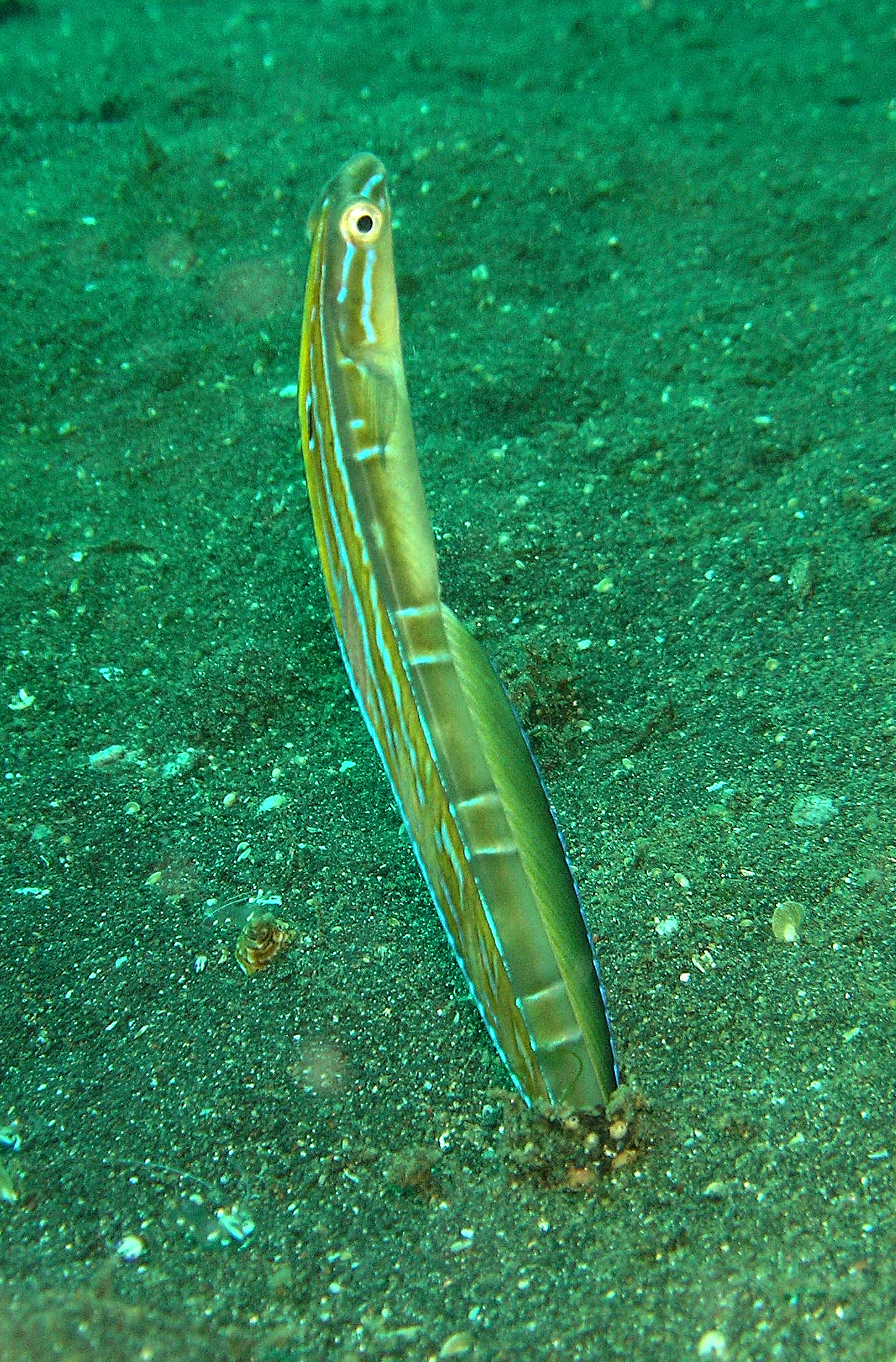
Xiphasia setifer

- Aspidontus Cuvier in Quoy & Gaimard, 1834
  - Dussumiers Säbelzahnschleimfisch (Aspidontus dussumieri) (Valenciennes, 1836)
  - Falscher Putzerfisch (Aspidontus taeniatus) Quoy & Gaimard, 1834
  - Aspidontus tractus
- Meiacanthus Norman, 1943
  - Meiacanthus eiacanthus
  - Meiacanthus abditus 
  - Meiacanthus anema 
  - Meiacanthus atrodorsalis 
  - Fiji-Säbelzahnschleimfisch (Meiacanthus bundoon) Smith-Vaniz, 1976
  - Meiacanthus crinitus 
  - Zweistreifen-Säbelzahnschleimfisch (Meiacanthus ditrema) Smith-Vaniz, 1976
  - Meiacanthus fraseri 
  - Kardinal-Säbelzahnschleimfisch (Meiacanthus geminatus) Smith-Vaniz, 1976
  - Dreistreifen-Säbelzahnschleimfisch (Meiacanthus grammistes) (Valenciennes, 1836)
  - Meiacanthus kamoharai 
  - Meiacanthus limbatus 
  - Meiacanthus lineatus 
  - Meiacanthus luteus 
  - Meiacanthus mossambicus 
  - Meiacanthus naevius 
  - Meiacanthus nigrolineatus 
  - Meiacanthus oualanensis 
  - Meiacanthus phaeus 
  - Meiacanthus procne 
  - Meiacanthus reticulatus 
  - Meiacanthus smithi 
  - Meiacanthus tongaensis 
  - Meiacanthus urostigma 
  - Meiacanthus vicinus 
  - Einstreifen-Säbelzahnschleimfisch (Meiacanthus vittatus) Smith-Vaniz, 1976
- Petroscirtes Rüppell, 1830
  - Petroscirtes ancylodon Rüppell, 1835
  - Petroscirtes breviceps (Valenciennes in Cuvier & Valenciennes, 1836)
  - Petroscirtes fallax Smith-Vaniz, 1976
  - Petroscirtes lupus (De Vis, 1885)
  - Petroscirtes marginatus Smith-Vaniz, 1976
  - Petroscirtes mitratus Rüppell, 1830
  - Petroscirtes springeri Smith-Vaniz, 1976
  - Petroscirtes thepassii Bleeker, 1853
  - Petroscirtes variabilis Cantor, 1849
  - Petroscirtes xestus Jordan &Seale, 1906
- Plagiotremus Gill, 1865
  - Plagiotremus azaleus (Jordan & Bollman, 1890)
  - Plagiotremus ewaensis (Brock, 1948)
  - Plagiotremus goslinei (Strasburg, 1956)
  - Plagiotremus iosodon Smith-Vaniz, 1976
  - Plagiotremus laudandus (Whitley, 1961)
  - Plagiotremus phenax Smith-Vaniz, 1976
  - Plagiotremus rhinorhynchos (Bleeker, 1852)
  - Plagiotremus spilistius Gill, 1865
  - Plagiotremus tapeinosoma (Bleeker, 1857)
  - Plagiotremus townsendi (Regan, 1905)
- Xiphasia Swainson, 1839
  - Xiphasia matsubarai Okada & Suzuki, 1952
  - Xiphasia setifer Swainson, 1839